# Jemima Blackburn
Jemima Blackburn (Edinburgh, 1. svibnja 1823. – Roshven, 9. kolovoza 1909.) bila je škotska slikarica i ilustratorica.

## Životopis
Rođena je Jemima Wedderburn u Edinburghu, najmlađa od sedmero djece. Međutim, oca nikada nije upoznala, jer je preminuo dok ju je majka očekivala. S majčine strane obitelji, njezin mlađi bratić bio je poznati znanstvenik James Clerk Maxwell. Neko je vrijeme boravio u njezinoj kući dok je bio student, a ona će poticati njegovo crtanje. Kad su bili stariji, naslikala je njegov portret, kao i jednog od njega sa suprugom.
1849. udala se za profesora matematike u Glasgowu po imenu Hugh Blackburn. Kasnije su kupili kuću u Roshvenu na obali Loch Ailort-a, a ona bi slikala brojne akvarele koje su prikazivale život u Škotskom visočju. Također je napravila ilustracije za 27 knjiga, od kojih većina prikazuje lokalno područje, a posebno njegove životinje i ptice. Njezin su rad cijenili brojni značajni pojedinci, uključujući likovni kritičar John Ruskin.
Jemima Blackburn posjetila je nekoliko drugih zemalja tijekom svog života. Jedan od njih bio je Egipat, gdje se 1862. godine slučajno susrela s budućim kraljem Eduardom VII. Privremeno mu se pridružila i tijekom tri dana napravila je sedam akvarela. Jedan od njih prikazuje princa i njegovu putujuću zabavu u Tebi, a ona mu ga je poklonila kasnije te godine za Božić.